# Torrent de l'Aguilera

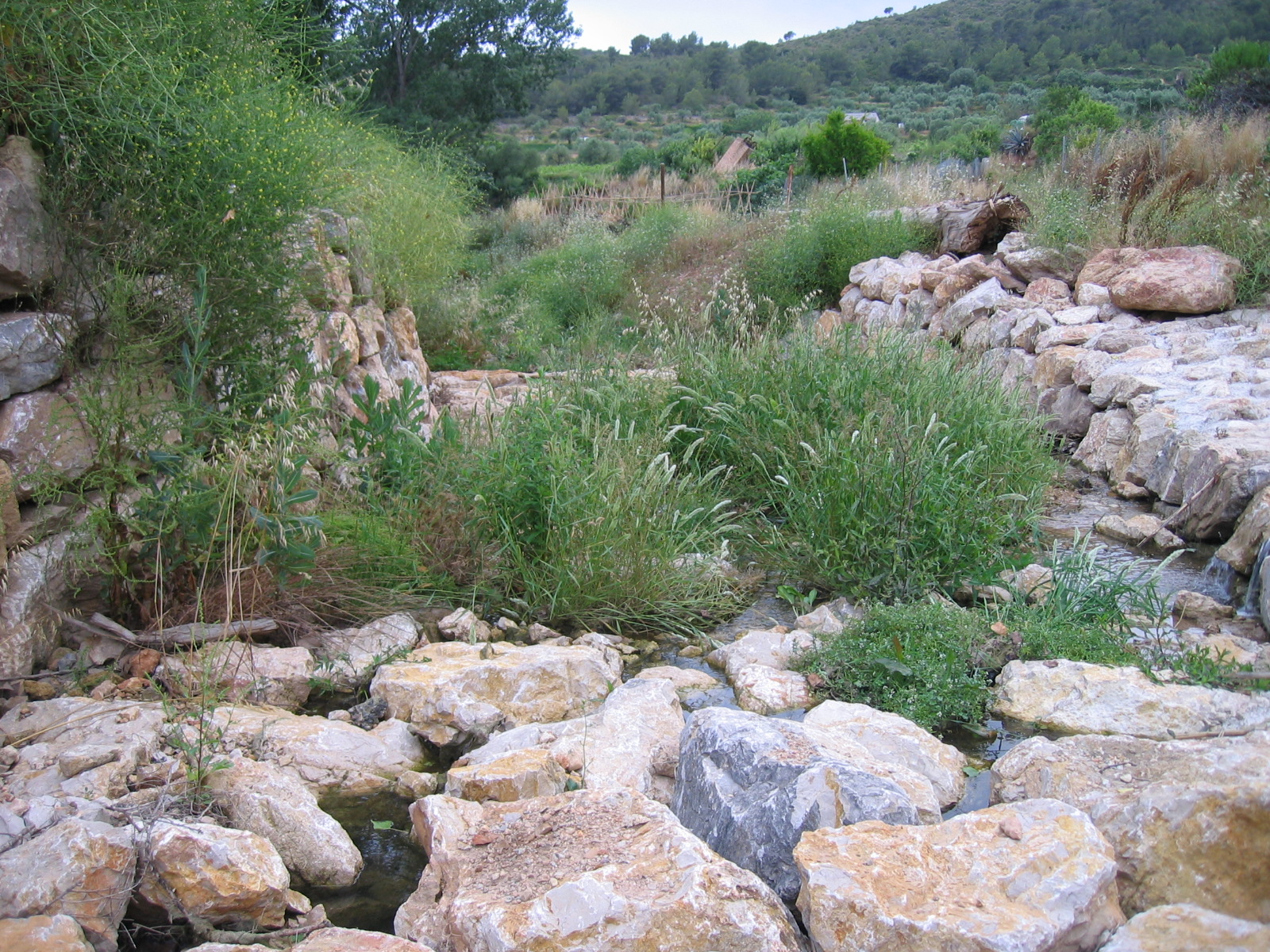
Torrent de l'Aguilera. Tram reforçat al sud de Bonastre

El torrent de l'Aguilera és un curs fluvial de les comarques del Baix Penedès i el Tarragonès. El canal del torrent principal, entre el naixement i la desembocadura, té una longitud de 12 km. L'Aguilera i els torrents tributaris delimiten una conca hidrogràfica amb una superfície de 31,6 km², inclosa en el conjunt Rieres de Calafell-Torredembarra. Pel seu tipus fluvial és un torrent litoral.
Transcorre pels termes municipals de Bonastre, on neix, Roda de Berà i desemboca a la Mediterrània a les Botigues de Mar, a la platja de Creixell. En aquest tram canalitzat, que havia estat una zona d'aiguamolls, com el pròxim Gorg de Creixell, també és anomenat torrent de la Murtra.
És un curs d'aigua superficial en molts trams, sobretot els més alts. En altres trams més baixos i pròxims al litoral, el seu petit però continu cabal és subterrani o bé intermitent en ocasió de pluges de certa intensitat.

## Geografia

### Capçalera
La capçalera del torrent de l'Aguilera està ubicada al centre de les muntanyes del Massís de Bonastre, a la confluència de les comarques del Tarragonès, el Baix Penedès i l'Alt Camp. Recull les aigües de les muntanyes que envolten el fondal de Bonastre (la Mola, Puig Barbolí, muntanyes del Tet i la Muntanya de la Rovira) amb les aportacions dels torrents afluents dels Masos, Roldonar, Cometa, Ambròs i Falongues.

### Naixement
Per l'altitud, longitud i aportació d'aigua permanent, el lloc de naixement del torrent de l'Aguilera s'ubica al fondo del Revell, punt més al nord i més distant del mar de la conca hifrogràfica.

### Afluents

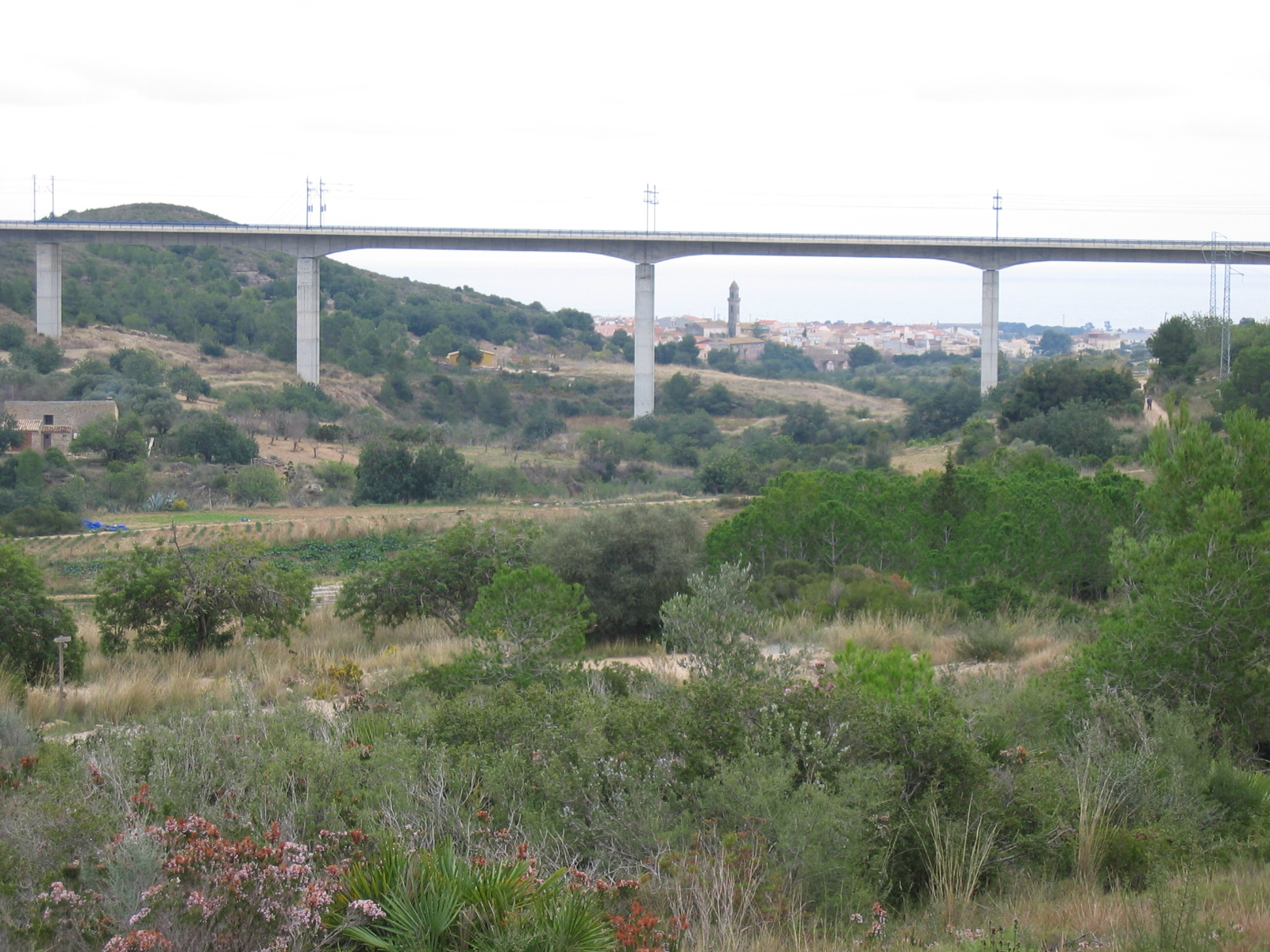
Torrent de Cal Setró. Pas sota el pont del TAV. Roda de Berà

#### Torrent dels Masos
Recull les aigües del Revell, la font i el torrent dels Masos, la Barquera, Ca l'Antic i les Solanes, en un ventall de canals i petits torrents que s'obre al nord de la capçalera. Longitud del canal principal: 2,78 km.

#### Torrent del Roldonar
Aplega les aigües de la font de la Torreta, el Mallol i el fondo del Lluïsot, a l'àrea nord-oest de la conca. S'ajunta amb l'Aguilera al Torrentet, molt a prop de Bonastre, amb un canal principal que mesura 1,99 km.

#### Torrent de la Cometa
Condueix les aigües de la font del Sitgetí (font del Badenoi), el fondo d'Escansa, el fondo Agrest, la Figuerola i les del fondo del Pau Regalat, a l'àrea nord-est de la conca. Conflueix amb l'Aguilera a Manelles. Longitud del canal principal: 3,66 km.

#### Torrent del fondo de l'Ambròs
Curt i amb força pendent, porta l'aigua del vessant sud de la Muntanya de la Rovira i el vessant nord de la Muntanya del Molí. Conflueix a l'Aguilera a l'indret del Molí de Bonastre, a prop de la urbanització La Vinya. Canal principal: 1,22 km.

#### Torrent de Falongues
Canalitza l'aigua de la font de la Gavatxa i transcorre pel vessant est de la Muntanya de l'Aguilera fins a ajuntar-se amb el torrent de l'Aguilera als Pomerals. El canal principal mesura 4,31 km.

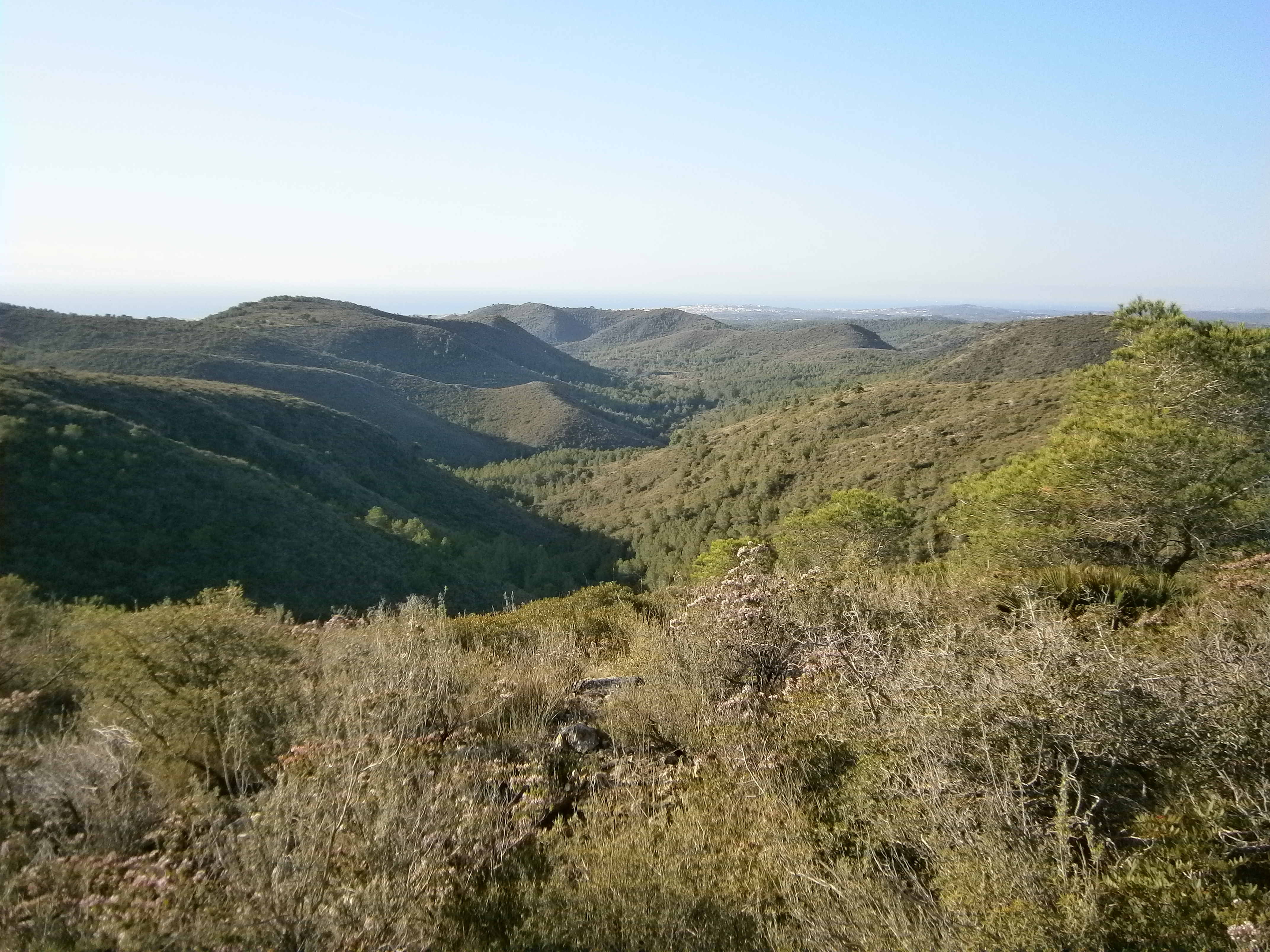
Fondal del torrent de Cal Setró. Vista cap al sud

#### Torrent de Cal Setró
És el més important afluent de l'Aguilera. No condueix aigües superficials permanents i el seu cabal és subterrani. En la part alta del torrent hi ha la font de Cal Setró, on l'aigua s'acumula en algunes basses. Neix a la font del Benet (coll de la Font d'en Benet). Recull les aigües que provenen de la Costa del Senabre, els Covilassos, el vessant sud de la Muntanya de la Rovira i el vessant nord de la Plana del Xim. Segueix en direcció sud-oest, pels Fondets, fins a l'alçada de Cal Llorenç i la font de Roda. Més avall transcorre en direcció sud entre la Muntanya dels Molins (Cucurull) i el Pujol de la Morella, punt on passa sota les vies del TAV. Després de passar molt a prop del nucli antic de Roda de Berà i recollir les aigües del vessant sud del turó de la Martorella, davalla fins a La Plana, on s'ajunta amb l'Aguilera. La longitud del canal principal del major tributari de l'Aguilera mesura 9,73 km. Gairebé tot el seu recorregut cau dins el PEIN (Pla d'Espais d'Interès Natural) Massís de Bonastre, Xarxa Natura 2000.

### Desembocadura
En arribar a la plana litoral circula, gairebé sempre sense cabal, entre el Coll de la Querosa i La Plana, passant sota l'AP-7 i la carretera N-340. En el tram final, més avall de Les Sínies i el Camp de la Mata, és canalitzat per sota les vies del FFCC, on sovint traspua l'aigua que s'acumula en el canal, a tocar de les Botigues de Mar. En aquest tram final s'anomena Torrent de la Murtra. Desemboca a la platja molt a prop del Port Romà (ruïnes dins l'aigua).
| transcurs                      | lloc                   | altitud | municipi     |
| ------------------------------ | ---------------------- | ------- | ------------ |
| Neix-Muntanyes del Tet         | el Revell-els Masos    | 295m    | Bonastre     |
| afluència torrent del Roldonar | el Torrentet           | 150m    | Bonastre     |
| afluència torrent de la Cometa | Manelles               | 143m    | Bonastre     |
| afluència fondo de l'Ambròs    | el Molí                | 124m    | Bonastre     |
| afluència torrent Falongues    | els Pomerals           | 70m     | Roda de Berà |
| afluència torrent de Cal Setró | la Plana               | 9m      | Creixell     |
| Desemboca-mar Mediterrani      | Botigues de Mar-Murtra | 1m      | Creixell     |